# Erik Gustaf Eriksson i Klaxås
Erik Gustaf Eriksson (i riksdagen kallad Eriksson i Klaxås), född 19 oktober 1823 i Frykeruds socken, Värmlands län, död 7 januari 1891 i Klaxås, var en svensk hemmansägare och riksdagsman.
Eriksson var ägare till hemmanet Klaxås i Värmland. Han hade uppdrag som nämndeman, ledamot i Ägodelningsrätten, ombud för Värmlands läns brandstodsbolag, samt var kommunalordförande och landstingspolitiker. Han var ledamot av riksdagens andra kammare 1873–1875, invald i Mellansysslets domsagas valkrets.